# Varese (tỉnh)
Tỉnh Varese (tiếng Ý: Provincia di Varese) là một tỉnh ở vùng Lombardia của Ý. Thủ phủ là thành phố Varese.
Tỉnh này có diện tích 1.199 km², tổng dân số 812.477 người (2001). Có 141 đô thị ở tỉnh này. Vào thời điểm ngày 31 tháng 5 năm 2005, các đô thị chính với dân số như sau:
| Đô thị             | Dân số |
| ------------------ | ------ |
| Varese             | 96.917 |
| Busto Arsizio      | 79.652 |
| Gallarate          | 49.149 |
| Saronno            | 37.502 |
| Cassano Magnago    | 20.751 |
| Somma Lombardo     | 16.571 |
| Tradate            | 16.351 |
| Malnate            | 16.020 |
| Samarate           | 15.942 |
| Castellanza        | 14.635 |
| Luino              | 14.169 |
| Caronno Pertusella | 13.102 |
| Cardano al Campo   | 12.949 |
| Lonate Pozzolo     | 11.780 |
| Olgiate Olona      | 11.517 |
| Fagnano Olona      | 10.837 |
| Sesto Calende      | 10.285 |